# Klein vlooienkruid
Klein vlooienkruid (Pulicaria vulgaris) is een eenjarige plant die behoort tot de composietenfamilie (Compositae oftewel Asteraceae). De soort staat op de Nederlandse Rode Lijst van planten als vrij zeldzaam en stabiel of toegenomen. De plant komt voor in Noord-Afrika, de Canarische eilanden, West-, Midden- en Oost-Europa. Naar het noorden tot in Scandinavië en naar het oosten tot in Centraal-Azië, Mongolië en tot aan de Oessoeri.
De sterk vertakte plant wordt 7-45 cm hoog. De wat wollig behaarde, vaak rood gekleurde stengel is vanaf het midden vertakt, waarbij de zijtakken vaak langer zijn dan de hoofdtak. De bladeren zijn lancetvormig met een golvende, vaak iets getande rand en aan de onderzijde lange haren. De bovenste bladeren hebben een afgeronde voet en zijn halfstengelomvattend. Ze hebben geen oortjes aan de voet.
Klein vlooienkruid bloeit van juli tot in september met sterk geurende gele lintbloemen en vuilgele buisbloemen. In de tot 1 cm brede hoofdjes zitten zowel lint- als buisbloemen. De pappus is dubbel, waarbij de buitenste rij een kort getand of ingesneden kroonje vormt en de binnenste rij uit haren bestaat. De bodem van het hoofdje heeft geen stroschubben. De hoofdjes zitten in losse pluimen. De lintbloemen zijn nauwelijks langer dan de buisbloemen en steken nauwelijks buiten het omwindsel uit. De plaat van de buisbloem staat rechtomhoog. De omwindselbladen zijn lijnvormig en viltig behaard. De buitenste zijn meer dan half zo lang als de binnenste omwindselbladen. De helmknop heeft aan de voet twee smalle aanhangsels.
De vrucht is een nootje.

## Inhoudsstoffen
De plant bevat alkadieen en cosmeen, dat vergelijkbaar is met aetherische olie.

## Voorkomen
Klein vlooienkruid komt in Nederland voor op drooggevallen kleiige of zandige plaatsen langs de grote rivieren.

## Plantensociologie
Klein vlooienkruid is een kensoort van de slijkgroen-associatie (Eleocharito acicularis-Limoselletum).

## Namen in andere talen
- Duits: Kleines Flohkraut
- Engels: Small Fleabane
- Frans: Pulicaire vulgaire, Pulicaire annuelle